# 세미하 양크
세미하 양크(Semiha Yankı; 1958년 1월 15일 ~ )는 튀르키예의 가수이다. 유로비전 송 콘테스트 1975에서 터키 대표로 참가했다.